# Franz Stock

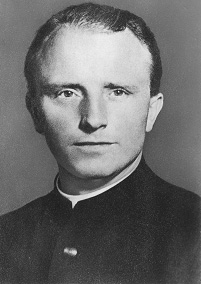
Abbé Franz Stock

Franz Stock (* 21. September 1904 in Neheim; † 24. Februar 1948 in Paris) war ein deutscher römisch-katholischer Priester und während der deutschen Besatzungszeit im Zweiten Weltkrieg Seelsorger für die Gefängnisse von Paris und die Hinrichtungsstätte auf dem Mont Valérien. Er gilt als ein Wegbereiter der Deutsch-Französischen Freundschaft. Papst Johannes Paul II. nannte ihn 1980 in einer Reihe mit großen Personen der deutschen Geschichte. Das Erzbistum Paderborn eröffnete ein Seligsprechungsverfahren, das jedoch vom Vatikan im Juni 2022 eingestellt wurde.

## Leben

### Familie und Ausbildung

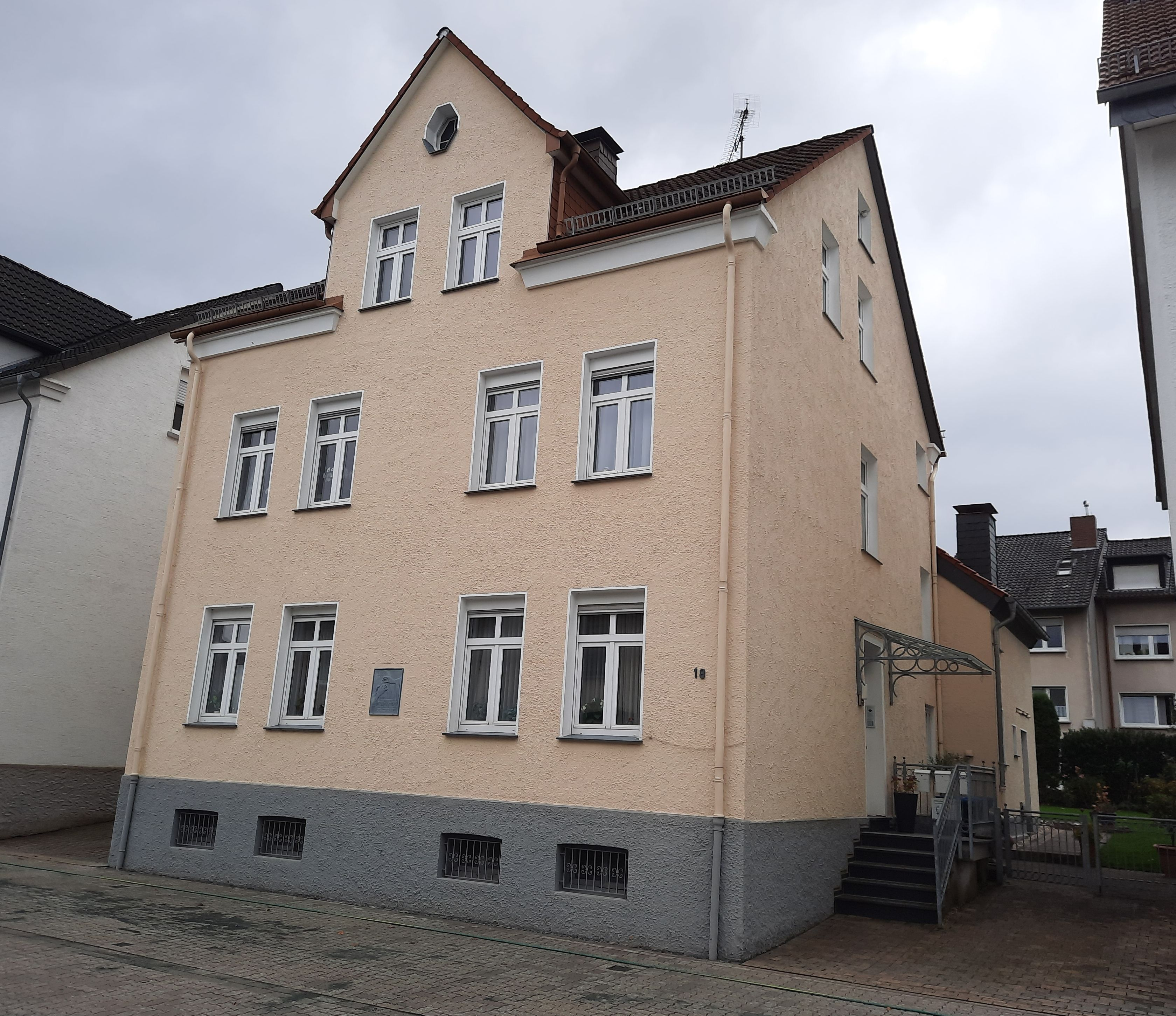
Das Elternhaus von Franz Stock. Heute ist es eine Gedenk- und Begegnungsstätte.

Am 21. September 1904 wurde Franz Stock als erstes von neun Kindern einer Arbeiterfamilie in der kleinen Industriestadt Neheim in Westfalen geboren. Von 1910 an besuchte er die katholische Volksschule. Als Zwölfjähriger äußerte er erstmals den Wunsch, Priester zu werden. Deshalb wechselte er als Dreizehnjähriger Ostern 1917 auf das Neheimer Realgymnasium. Ostern 1926 machte er dort sein Abitur.
Von 1926 bis 1932 war Stock Student der katholischen Theologie. Er begann sein Studium an der Philosophisch-Theologischen Akademie in Paderborn. Ostern 1928 ging er für drei Semester nach Paris und studierte am Institut Catholique. Damit war er der erste deutsche Theologiestudent in Frankreich seit dem Ersten Weltkrieg und der erste deutsche Student am Institut Catholique seit dem Mittelalter.
Am 12. März 1932 empfing Franz Stock vom Paderborner Erzbischof Caspar Klein die Priesterweihe. Auf seinem Primizzettel stehen die Worte aus dem 1. Petrusbrief: „Weihet Eure Seele durch Gehorsam gegen die Wahrheit zu aufrichtiger Bruderliebe und habet einander von Herzen lieb. Ihr seid ja wiedergeboren nicht aus vergänglichem, sondern unvergänglichem Samen durch Gottes Wort, das lebt und ewig ist.“

### Internationale Jugendbewegung / Völkerverständigung
Franz Stock wurde in seiner Kindheit und Jugend sehr durch den Ersten Weltkrieg und durch die Folgezeit mit ihren politischen und wirtschaftlichen Änderungen geprägt. Parallel zu seiner religiösen Berufung zum Priester beschloss er, sich für die Völkerverständigung einzusetzen, insbesondere zwischen der deutschen und französischen Jugend.
Bereits in seiner Schulzeit schloss er sich dem Bund Neudeutschland und später der Quickbornbewegung an, einer katholischen Jugendbewegung. Mit ihr nahm er an einer für ihn prägenden internationalen Jugendbegegnung mit über 10.000 Teilnehmern teil, die 1926 in Bierville von einem Vorkämpfer der deutsch-französischen Verständigung, Marc Sangnier, einberufen worden war. Dort schloss er auch die Bekanntschaft mit Joseph Folliet, der neben Romano Guardini einen besonders großen Einfluss auf ihn ausübte.
Während seiner Studienzeit in Paris trat er ferner den „Compagnons de Saint François“ („Gefährten des heiligen Franziskus“) bei, deren Ideale das einfache Leben und die Verwirklichung des Friedens sind.
Auch in den folgenden Jahren war Franz Stock bei internationalen Begegnungen dabei, so 1931 auf dem vom Friedensbund Deutscher Katholiken organisierten Treffen auf dem Borberg, dem sogenannten „Europaberg“ oder „Friedensberg“ des Sauerlandes zwischen Brilon und Olsberg. Stock war einer der Hauptredner. Nachdem er mit dem farbigen französischen Staatsbürger Louis Achille einen Friedenskuss getauscht hatte, kam es zu Protesten von ebenfalls anwesenden SA-Männern.

### Erstes berufliches Wirken in Deutschland und Frankreich
Von 1932 bis 1934 war Franz Stock als Seelsorger in Effeln bei Lippstadt und in Dortmund-Eving tätig. Dort lernte Franz Stock auch Polnisch als zweite Fremdsprache, um sich als Vikar mit seinen vielen aus Polen stammenden Gemeindemitgliedern besser verständigen zu können.
1934 suchte der zuständige Kölner Erzbischof Kardinal Schulte einen Geistlichen für die Leitung der deutschen Gemeinde in Paris. Die Neubesetzung war 1934 schwierig, weil seit 1933 die politische Entwicklung in Deutschland vom Ausland her kritisch beobachtet wurde. Es sollte ein Mann gefunden werden, der französische Sprachkenntnisse hatte, der die französische Mentalität kannte und die Seelsorgeprobleme in der Weltstadt Paris überschaute. Es sollte aber vor allem ein Mann gefunden werden, der das Vertrauen des Pariser Erzbischofs, Kardinal Verdier, besaß. Dieser kannte Franz Stock noch aus der Zeit, als er selbst am Institut Catholique Professor war. Aus diesen Gründen fiel die Wahl auf den jungen Priester Franz Stock. Anfang September 1934 traf Franz Stock in Paris ein und trat seine Stelle als Rektor der deutschen Gemeinde an. Er wohnte im Quartier Latin, nicht weit entfernt vom Panthéon. Zu der Betreuung von rund 500 Gemeindemitgliedern gehörten neben der seelsorgerlichen Tätigkeit auch viele sozial-karitative Aufgaben – und bald kam die Hilfe für politische Flüchtlinge aus Deutschland, Österreich und der Tschechoslowakei hinzu. Franz Stocks Gemeindewirken wird als segensreich und einfühlsam beschrieben. Er machte kulturelle Angebote, veranstaltete Ausflüge und schuf Orte der Begegnung mit Franzosen und Nichtkatholiken.
Kurz vor Ausbruch des Zweiten Weltkrieges am 1. September 1939 musste Franz Stock weisungsgemäß Paris verlassen. Er übernahm Vertreterstellen in Bodelschwingh bei Lütgendortmund und dann in der Nähe von Magdeburg in Klein Wanzleben.

### Seelsorger in den Pariser Wehrmachtsgefängnissen

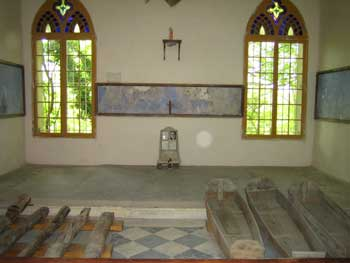
Kapelle auf dem Mont Valérien bei Paris. In der Kapelle befinden sich Erschießungspfähle von der Hinrichtungsstätte.

Im Juni 1940 wurde Paris von der deutschen Wehrmacht besetzt. Am 13. August 1940 wurde Franz Stock erneut zum Seelsorger für die Deutschen in Paris ernannt. Er kehrte im Oktober nach Paris zurück, betreute dort allerdings eine andere Gemeinde. Seit 10. Juni 1941 war er gleichzeitig auch Standortpfarrer im Nebenamt. Als nebenamtlicher Standortpfarrer begann er 1941 mit seiner Tätigkeit in den Pariser Wehrmachtsgefängnissen Fresnes, La Santé und Cherche Midi. Ihm oblag die Betreuung der Häftlinge in den Gefängnissen und insbesondere der zum Tode Verurteilten.

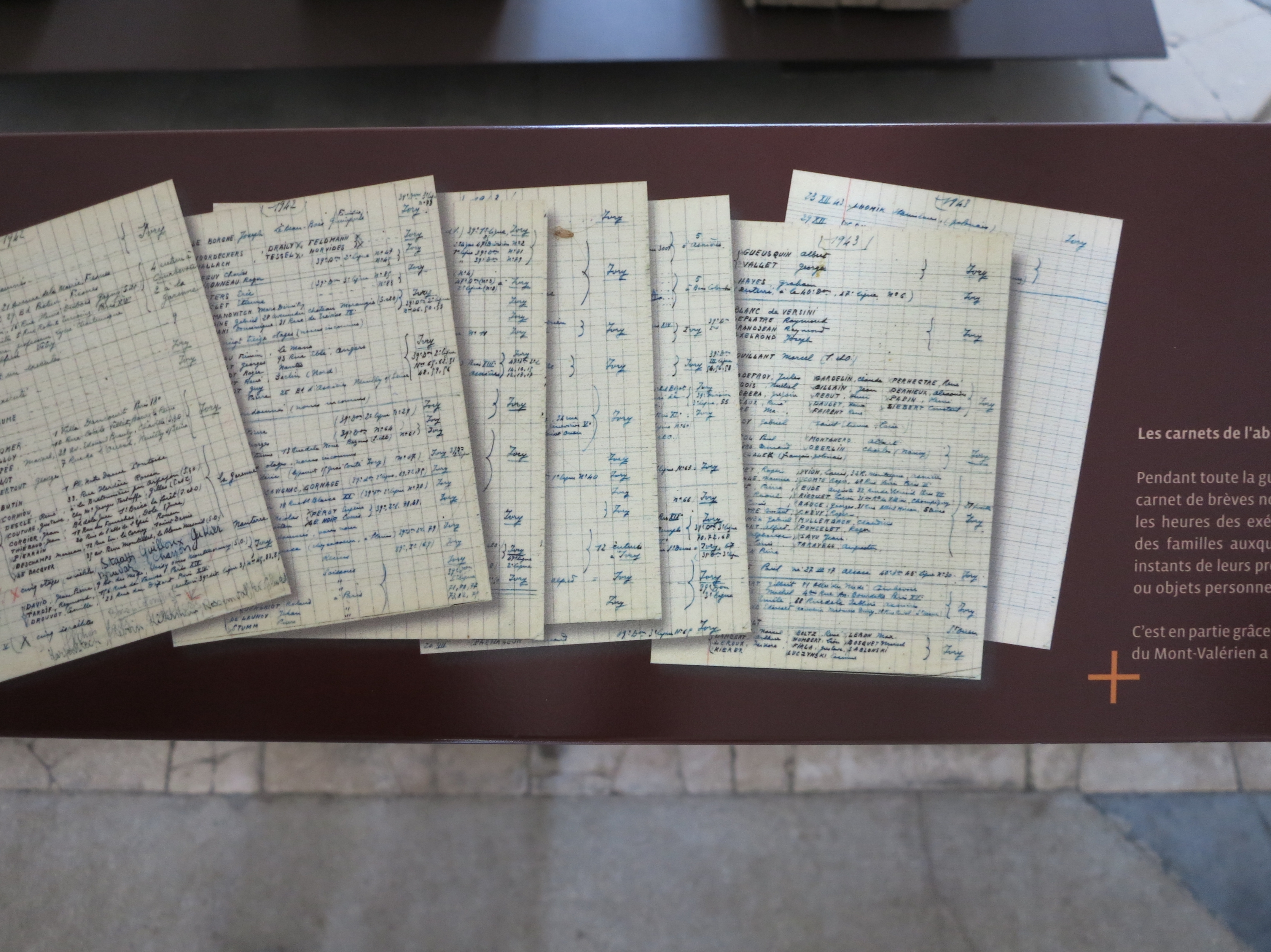
Aufzeichnungen, die Franz Stock unter eigener Lebensgefahr von den Hinrichtungen, d. h. von den Ermordungen anfertigte

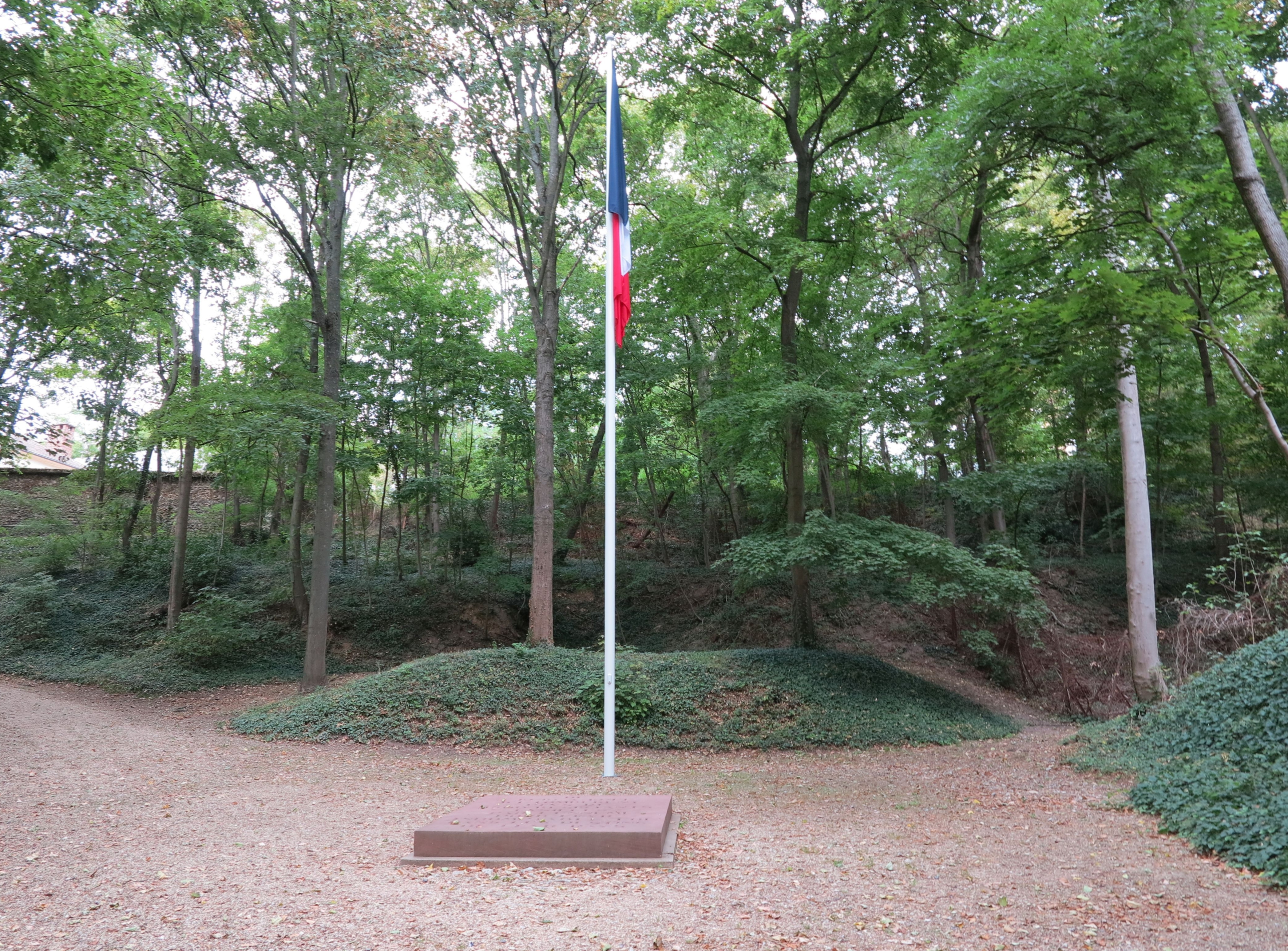
An dieser Stelle fanden die Erschießungen statt

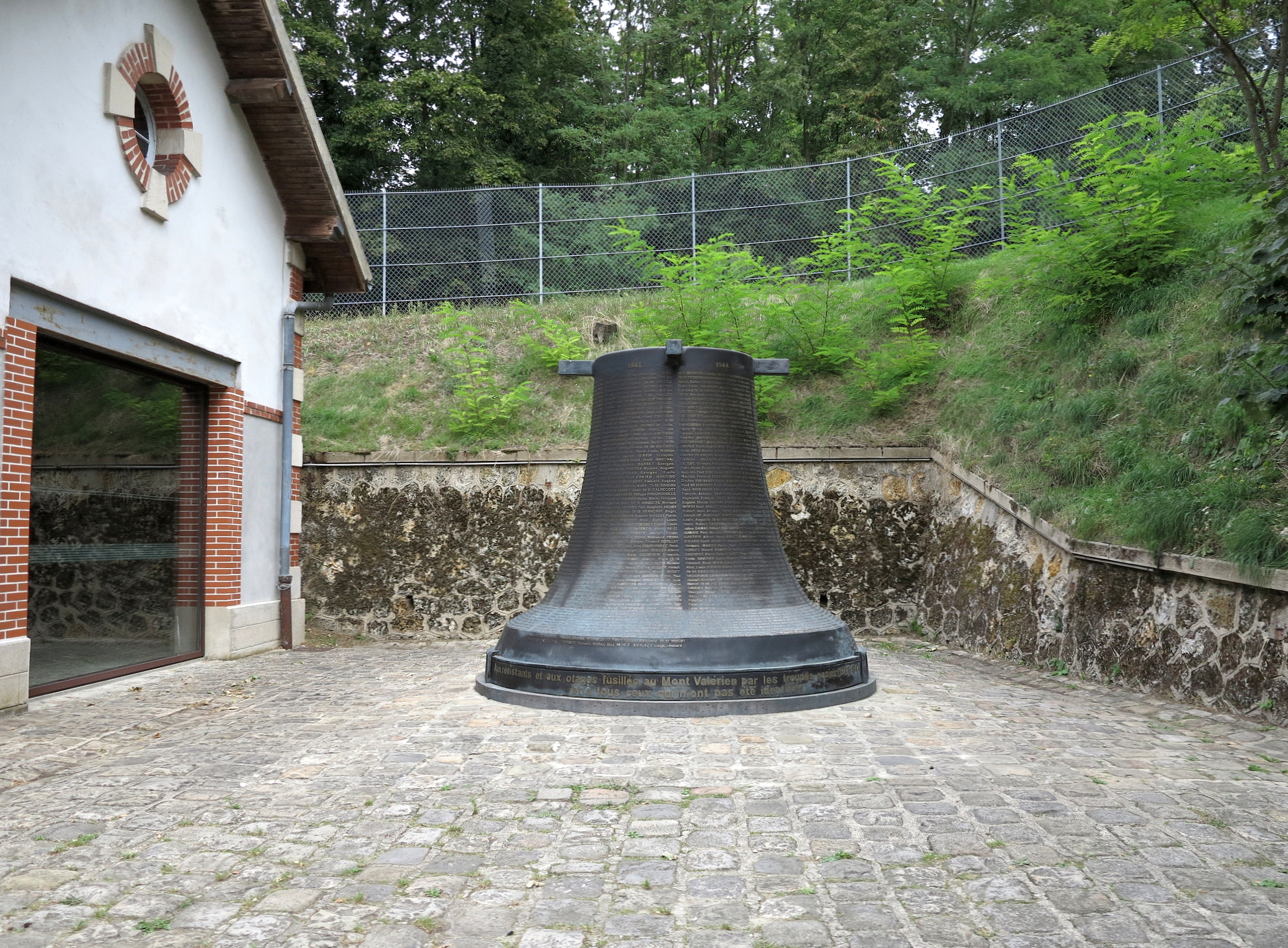
Glocke mit den Namen der Hingerichteten. Viele Namen weisen auf Polen oder Juden hin, die sich dem französischen Widerstand angeschlossen haben.

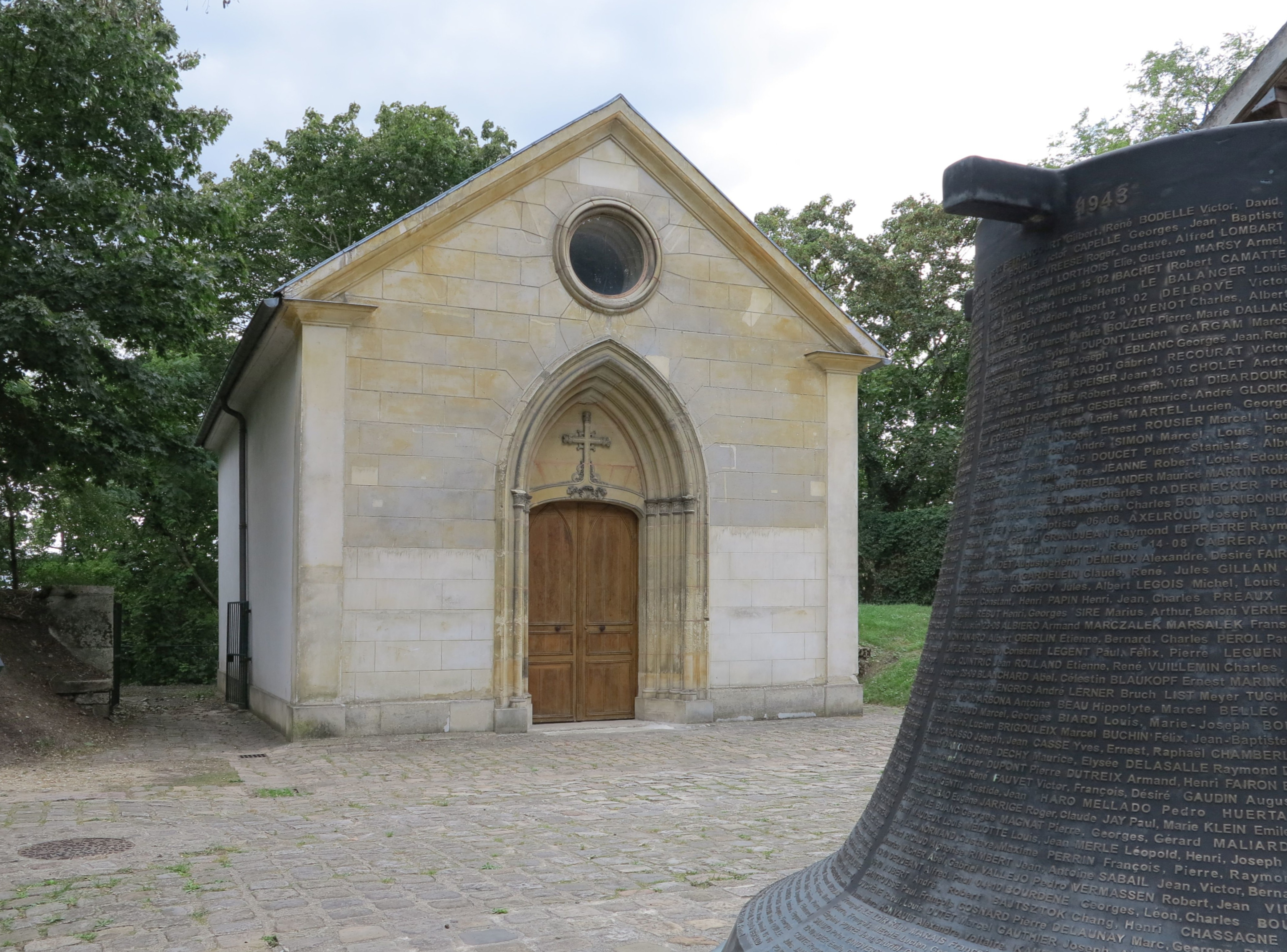
Kapelle auf dem Mont Valérien in der die zum Tode Verurteilten warten mussten und aus der später die Särge abgeholt wurden. Im Vordergrund die Glocke mit den Namen der Hingerichteten.

Die Gefängnisse von Paris hatten von 1941 bis 1944 etwa 11.000 Gefangene. Vielen Menschen rettete Franz Stock das Leben, indem er Warnungen aussprach und Informationen weiterleitete. Oftmals konnte er es erreichen, dass Todesurteile abgemildert oder die Zahl der geplanten Geiselerschießungen reduziert wurde.
Die Erschießungen der Verurteilten und Geiseln fanden meist auf dem Mont Valérien statt. Franz Stock führte ein Tagebuch mit kurzen Notizen über die Gefangenen und zum Tode Verurteilten. Er erwähnte 863 Erschießungen, denen er beiwohnen musste, sagte aber kurz vor seinem Tod einem Bekannten, es seien über 2.000 gewesen. Die Gedenktafel auf dem Mont Valérien nennt eine Zahl von über 4.500. Diese Zahl wurde aber 1995 von Serge Klarsfeld und Léon Tsevery kritisiert. Bis zum 1. Januar 2009 wurden insgesamt 1014 der Erschossenen identifiziert.
Zeugnisse Überlebender, Bücher und Filme dokumentieren Stocks aufopferungsvollen Dienst an den Verurteilten, seine Menschlichkeit und sein Zugehen auf andere, ohne sich selbst zu schonen. Da die Gefangenen oft bewusst im Unklaren über das Schicksal ihrer Familien gelassen wurden, war es eine große Hilfe für sie, dass Stock Kontakt zu den Familien hielt und den Gefangenen Nachrichten übermittelte, zum Beispiel flüsternd während eines von Aufsehern überwachten Gespräches oder während eines gemeinsamen Gebetes des Priesters und des Gefangenen.

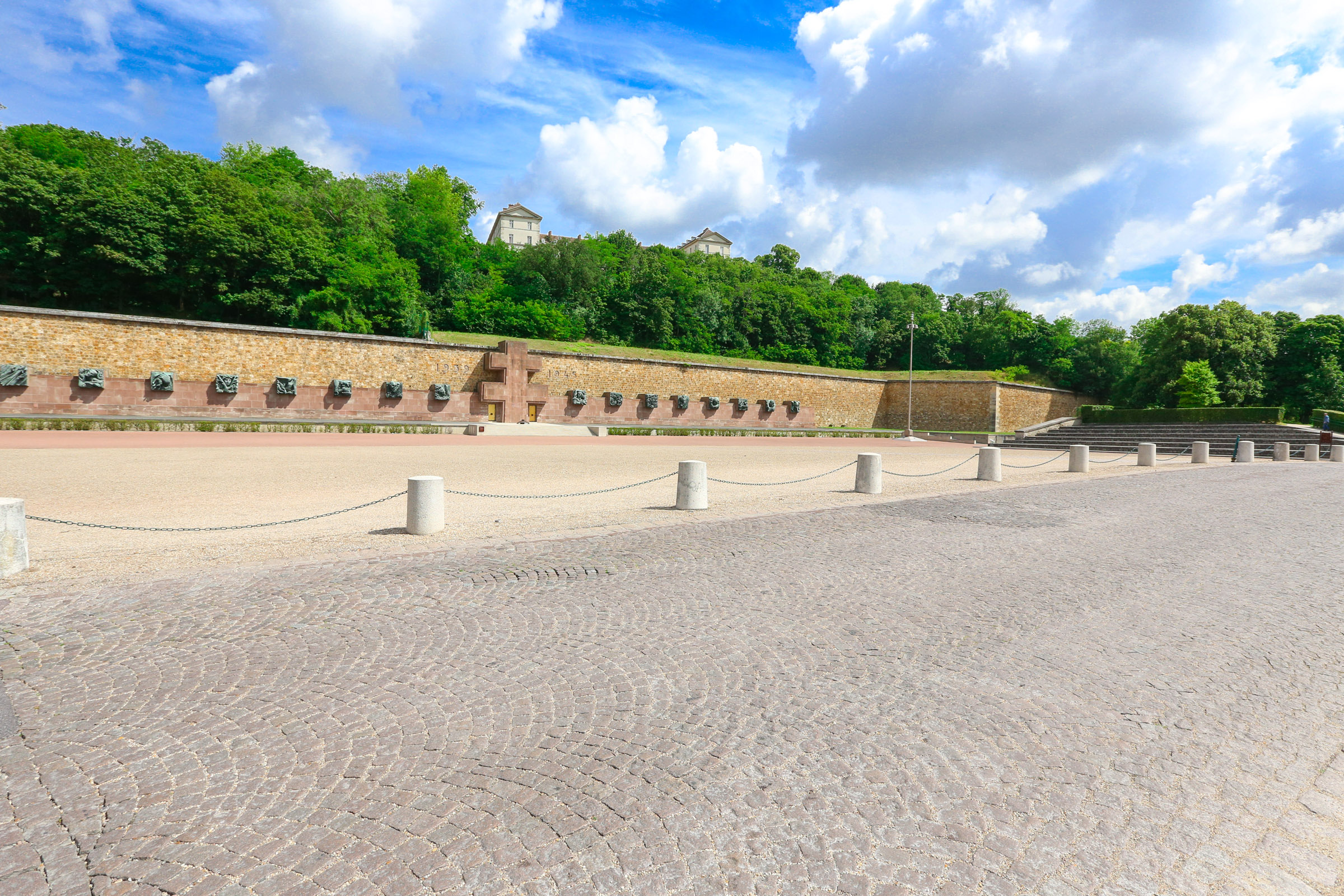
Mémorial de la France Combattante

Franzosen gaben Franz Stock die Bezeichnung „L’Aumônier de l’enfer“ („Der Seelsorger der Hölle“) und „L’Archange en enfer“ („Der Erzengel in der Hölle“).
Viele Widerstandskämpfer, wie z. B. Edmond Michelet, Jean de Pange, Robert d’Harcourt, Gabriel Péri und Henri Honoré d’Estienne d’Orves, haben ihm die Ehre erwiesen. Heute ist der Platz vor dem Mémorial de la France Combattante, das an den Widerstand der Franzosen gegen die deutsche Besatzungsmacht erinnert, nach Abbé Franz Stock benannt, was eine außergewöhnliche Ehrung darstellt.
Am 25. August 1944 marschierten frei-französische Truppen unter dem Befehl von Charles de Gaulle in Paris ein. Abbé Stock blieb in Paris und half im Hôpital la Pitié, mehr als 600 nicht transportfähige, verwundete deutsche Soldaten zu betreuen. Das Krankenhaus geriet in die Hände der Truppen der F.F.I. (Forces Francaises de l’Intérieur), der inneren Streitkräfte. Ein Hauptmann drang mit seinen Leuten in das Lazarett ein und forderte die Herausgabe von mehreren Geiseln, um sie wegen der Grausamkeiten von SS und Gestapo erschießen zu lassen. Der Offizier war ein ehemaliger Inhaftierter des Gefängnisses Fresnes. Als er Abbé Stock erkannte, unterzeichnete er ein Papier, das an das Portal des Lazaretts geheftet wurde. Das Krankenhaus wurde damit unter den Schutz der Résistance gestellt, und seine Insassen waren vor Repressalien geschützt.
Als US-amerikanische Soldaten das Lazarett übernahmen, wurde Abbé Franz Stock Kriegsgefangener. Er wurde in das Gefangenenlager von Cherbourg gebracht.

### Stacheldrahtseminar von Chartres

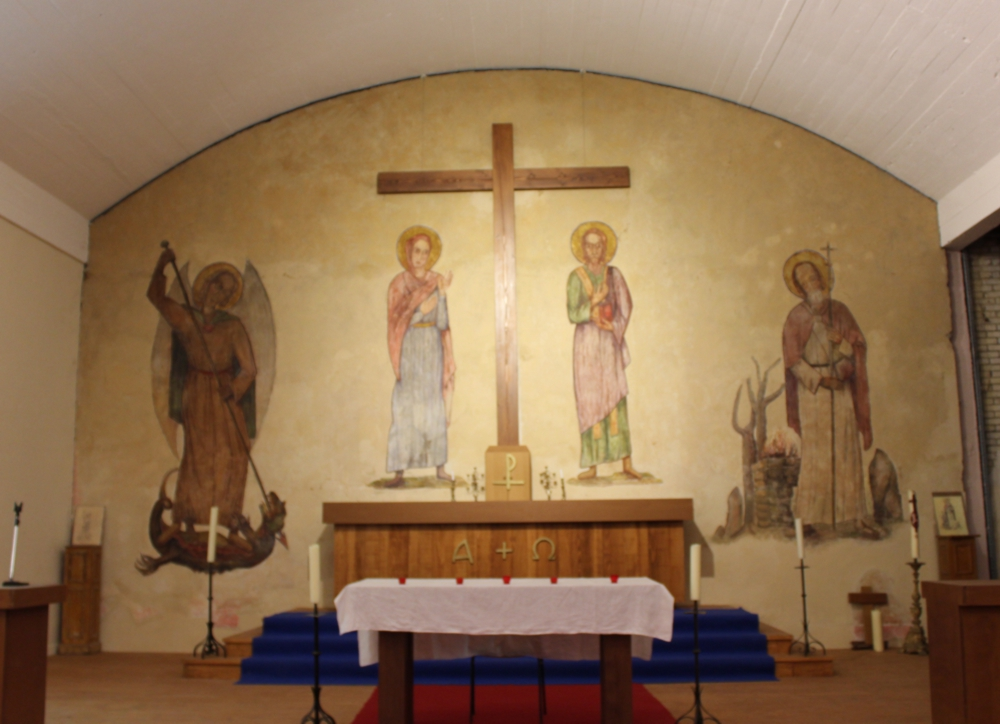
Von Franz Stock gemaltes Fresko in der Lagerkapelle des Stacheldrahtseminars, 2013

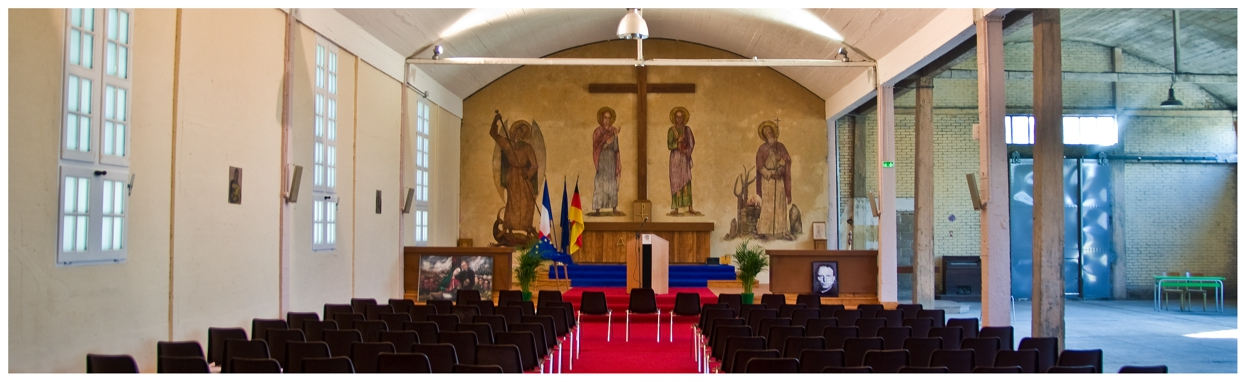
Renovierte Seminarkapelle am 15. Sept. 2011

Franz Stocks Gesundheit war nach dem Krieg schwer angegriffen. Er nahm dennoch die Aufgabe der Gründung eines Priesterseminars für kriegsgefangene deutschsprachige Priester und Seminaristen an. Es wurde auf Initiative der französischen Regierung und mit Unterstützung des Apostolischen Nuntius Roncalli, des späteren Papstes Johannes XXIII., gegründet. Abbé Stock wurde gebeten, die als Stacheldrahtseminar bezeichnete Institution als Regens zu leiten.
Im Kriegsgefangenenlager Dépôt 51 in Orléans wurde das Seminar am 24. April 1945 gegründet. Am 17. August 1945 wurde das Seminar von Orléans ins Gefangenenlager Dépôt 501 bei Chartres verlegt. Hier konnten die in französischer Kriegsgefangenschaft befindlichen Priester und Seminaristen ihre Studien fortsetzen oder auf Grund ihrer Interessenbekundung beginnen. Für die Jüngsten gab es einen Abiturkurs. Die Universität Freiburg im Breisgau übernahm die Patenschaft über dieses Seminar. Es war das bis dahin größte Seminar, und ein „Seminar hinter Stacheldraht“ („Séminaire des barbelés“). Insgesamt 949 Dozenten, Priester, Brüder und Seminaristen aus Deutschland und Österreich waren dort.
Seminaristen des Stacheldrahtseminars waren unter anderen Bischof Emil Stehle, Bischof Bernardo Witte, Weihbischof Bernhard Rieger, Weihbischof Franz Josef Kuhnle, Abt Laurentius Hoheisel, Pfarrer Lothar Zenetti, Josef Rommerskirchen und der Schriftsteller Erich Kock.
Nuntius Roncalli besuchte mehrere Male das Seminar. Am Sonntag nach Weihnachten 1946 erschien er, um die Segenswünsche des Papstes zu überbringen. Dabei sagte er: „Das Seminar von Chartres gereicht sowohl Frankreich wie Deutschland zum Ruhme. Es ist sehr wohl geeignet, zum Zeichen der Verständigung und Versöhnung zu werden.“
Am 5. Juni 1947 wurde das einzigartige Seminar aufgelöst. Die letzten 369 Seminaristen verließen das Gefangenenlager. Franz Stock kehrte nach Paris zurück. Am 16. Dezember 1947 empfing er dort die Nachricht von seiner Ernennung zum Ehrendoktor der Albert-Ludwigs-Universität Freiburg.

### Tod in Paris
Am 24. Februar 1948 starb Abbé Franz Stock plötzlich und unerwartet gegen 16:00 Uhr im Hôpital Cochin in Paris. Sein Tod durfte in der Presse nicht bekannt gegeben werden, da er noch immer den Status eines Kriegsgefangenen hatte. Aus diesem Grunde folgte seinem Sarg nur ein knappes Dutzend Menschen. Aus der Familie konnte niemand an der Beisetzung teilnehmen, da sie keine Einreiseerlaubnis erhalten hatte.
Franz Stock wurde am 28. Februar 1948 zunächst auf dem Pariser Friedhof Thiais beerdigt. Die Totenfeier fand in der Pfarrkirche Saint-Jacques-du-Haut-Pas in Paris statt. Nuntius Roncalli nahm die Aussegnung des Toten vor und sagte dabei: „Abbé Franz Stock – er ist nicht nur ein Name – er ist ein Programm!“ Eine Aussage, die er als Papst Johannes XXIII. am 20. Juni 1962 wiederholte.

## Besondere Gedenkfeiern nach Abbé Stocks Tod

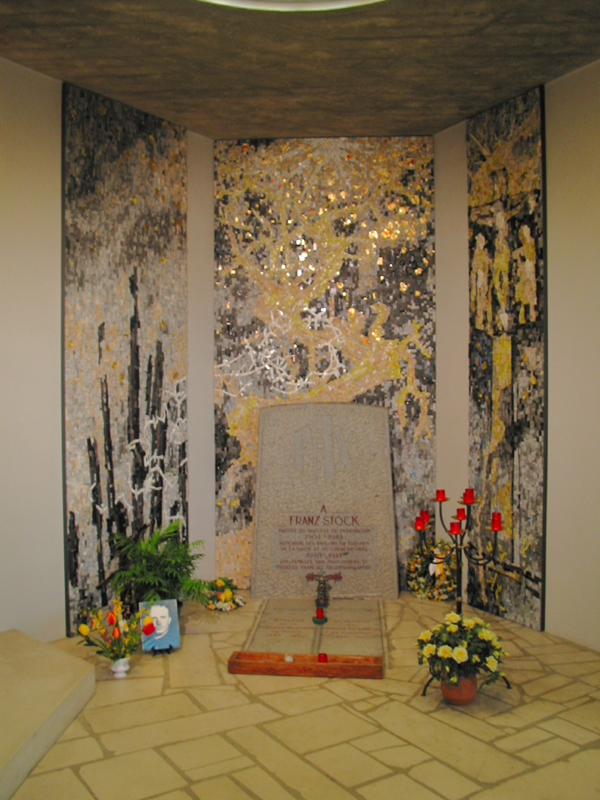
Das Grab von Franz Stock in der Kirche Saint Jean Baptiste in Chartres, im Hintergrund ein von Gabriel Loire entworfenes Mosaik

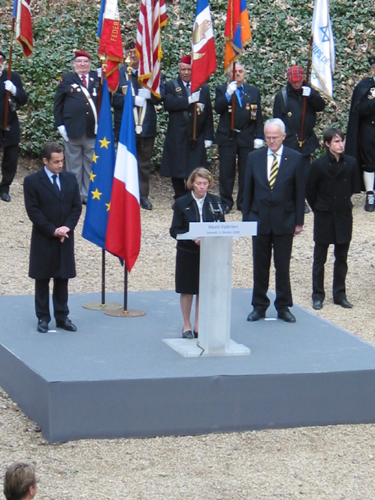
Gedenkfeier am Mont Valérien am 23. Februar 2008 mit Staatspräsident Nicolas Sarkozy und Ministerpräsident Jürgen Rüttgers

- Die erste öffentliche Gedenkfeier für Franz Stock fand am 3. Juli 1949 in Paris in der zur Kathedrale erhobenen Kirche Saint-Louis des Invalides, Bischofskirche der römisch-katholischen Diözese der französischen Armee, statt. Er war der erste Deutsche, der hier geehrt wurde.
- Am 15. August 1951 wurde ein Grabstein durch den Pariser Kardinalerzbischof Feltin geweiht. Pater Riquet, Domprediger von Notre Dame in Paris, sagte in seiner Ansprache: „Das ist die Paradoxie, dass ein deutscher Priester sich mitten im Kriege zum Diener und Freund derer machte, die seine Regierung als die ärgsten Feinde betrachtete.“ Die Familien der Inhaftierten und Erschossenen stifteten den Grabstein für Abbé Stock mit der Inschrift „PAX“.
- Auf dem Friedhof Thiais erfolgte am 13. Juni 1963 die Exhumierung; am 15./16. Juni 1963 wurden die Gebeine Abbé Stocks nach Chartres in die neue Kirche Saint Jean Baptiste umgebettet. Papst Johannes XXIII. unterzeichnete auf dem Sterbebett ein Telegramm für diese Gedenkfeier. Er wiederholte hier seine Aussage: „Der Priester Franz Stock – das ist nicht nur ein Name, das ist ein Programm.“ Am 14. Juni 1963 billigte die französische Nationalversammlung den deutsch-französischen Freundschaftsvertrag, den Adenauer und de Gaulle am 22. Januar 1963 unterzeichnet hatten.
- In Suresnes (Paris) wurde auf dem Mont Valérien am 15. September 1990 der Platz vor dem „Mémorial de la France combattante“, das an den Widerstand der Franzosen gegen die deutsche Besatzungsmacht erinnert, in „Place de l’Abbé Franz Stock“ umbenannt. In der Feierstunde sagte Pierre Pflimlin, ehemaliger Präsident des Europaparlaments, „Wenn ich mich entschlossen habe, zu dieser Feierstunde zu kommen, dann darum, weil Abbé Stock etwas Unglaubliches verwirklicht hat, etwas, was beispielhaft bleibt. In der Stunde, wo wir Europa bauen, ist sein Andenken mehr denn je gegenwärtig.“
- Zum 50. Todestag von Abbé Franz Stock fanden vom 22. bis 28. Februar 1998 in Paris die Feierlichkeiten statt. Höhepunkt war der 1. März 1998 mit dem Pontifikalamt in der Kathedrale von Chartres, das der Erzbischof von Paris, Kardinal Jean-Marie Lustiger, zusammen mit dem Bischof Karl Lehmann, dem Vorsitzenden der Deutschen Bischofskonferenz, und Erzbischof Degenhardt aus Paderborn zelebrierte. Bundeskanzler Helmut Kohl nahm mit René Monory, dem Präsidenten des Senats der französischen Republik, an diesem Gottesdienst teil. Zuvor hatte der Bundeskanzler am Grabe Abbé Stocks in der Kirche St. Jean Baptiste einen Kranz niedergelegt.
- Des 100. Geburtstags von Franz Stock am 24. September 2004 wurde mit einer Reihe von Veranstaltungen gedacht. Das Pontifikalamt in der Pfarrkirche St. Johannes Baptist (Neheim) wurde live im ZDF übertragen.
- Anlässlich des sechzigsten Todestages von Stock ehrten der französische Staatspräsident Nicolas Sarkozy, der Ministerpräsident von Nordrhein-Westfalen Jürgen Rüttgers sowie Angehörige der Résistance am 23. Februar 2008 Stock an der Gedenkstätte Mont Valérien. Einen Tag später zelebrierten in der Kathedrale von Chartres der Bischof Michel Pansard, Fortunato Baldelli, der apostolische Nuntius in Frankreich, und der Erzbischof Hans-Josef Becker ein Pontifikalamt.[18]
- Vom 20. Mai bis zum 26. August 2012 fand im Sauerland-Museum in Arnsberg eine Sonderausstellung mit dem Titel Franz Stock und der Weg nach Europa statt.[19]
- Nach Franz Stock ist in Arnsberg das Franz-Stock-Gymnasium, in Hövelhof eine Realschule und in Salzkotten eine Grundschule benannt. Viele weitere Plätze und Einrichtungen tragen seinen Namen.

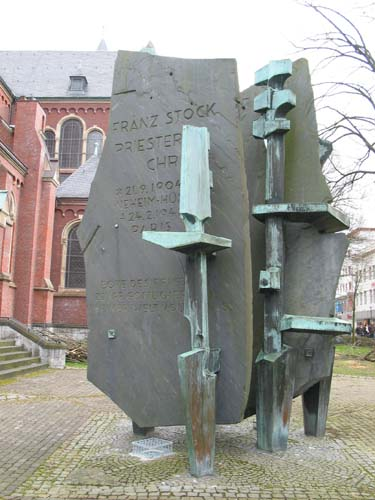
Franz-Stock-Denkmal in Arnsberg-Neheim, von Josef Rikus, eingeweiht 1965

## Seligsprechungsverfahren
Bereits im Jahr 1980 beantragten die katholischen Bischöfe die Seligsprechung Stocks. Am 14. November 2009 eröffnete Erzbischof Hans-Josef Becker das Seligsprechungsverfahren für Franz Stock. Der sich anschließende „diözesane Informativprozess über das Leben, die Tugenden und den Ruf der Heiligkeit des Dieners Gottes Franz Stock“ wurde am 8. November 2013 offiziell beendet. Die Dokumente und Aussagen zum Leben und Wirken von Abbé Franz Stock wurden an die Kongregation für die Selig- und Heiligsprechungsprozesse in Rom zur weiteren Prüfung weitergeleitet. Mit der förmlichen Öffnung der Akten am 25. Februar 2014 durch den Kanzler der Kongregation für Selig- und Heiligsprechungsprozesse im Vatikan war das Römische Verfahren offiziell eröffnet worden.
Ein vom Erzbischof von San Francisco gesondert geführter Prozess zur Untersuchung eines der Fürsprache von Franz Stock zugeschriebenen Wunders (Heilung von einer Krebserkrankung) wurde bereits am 16. März 2012 mit der Zusendung der Akten an die Kongregation für die Selig- und Heiligsprechungsprozesse beendet.
Im Juni 2022 gab das Erzbistum Paderborn bekannt, dass das Dikasterium für die Selig- und Heiligsprechungsprozesse das Verfahren eingestellt hat, da die Voraussetzungen für eine Seligsprechung nicht mit hinreichender Sicherheit erwiesen seien.

## Europäische Begegnungsstätte Franz Stock in Chartres
Die Europäische Begegnungsstätte Franz Stock ist im ehemaligen Gebäudekomplex des Stacheldrahtseminars von Chartres entstanden. Das Gebäude hat seine essentielle Struktur behalten und soll die Geschichte des Lagers/Seminars darstellen. Die denkmalgeschützte Lagerkapelle mit den von Franz Stock erstellten Fresken wurde restauriert. Im Rahmen von Führungen wird es den Besuchern ermöglicht sich mit der Geschichte von Franz Stock sowie des Stacheldrahtseminars auseinander zusetzen. Zusätzlich dient das Gebäude als Veranstaltungsort für Theateraufführungen, Ausstellungen, Konzerte und Kongresse.

## Gedenkstätte Elternhaus Stock
Im Untergeschoss des Elternhauses von Franz Stock in Arnsberg-Neheim wurde eine Gedenk- und Begegnungsstätte eingerichtet, die Möbel und Gegenstände von Franz Stock aus der Wohnung in Paris, seine Bilder und Bücher und das Archiv mit Briefen, Fotos und Dokumenten enthält. Das Haus ist regelmäßig für Besucher geöffnet. Ein Ausbau der Gedenkstätte ist derzeit in der Planung.

## Dauerausstellung Franz Stock
Eine Dauerausstellung „Franz Stock – Frieden als Auftrag“ über das Leben und Wirken von Franz Stock und über die Auswirkungen auf die deutsch-französische Verständigung befindet sich im historischen Neheimer Fresekenhof.

## Wanderausstellung Franz Stock
Eine Wanderausstellung „Franz Stock - Versöhnung durch Menschlichkeit“ mit selbsttragenden Haltesystem ist kostenlos ausleihbar beim Franz-Stock-Komitee e. V. in Neheim.

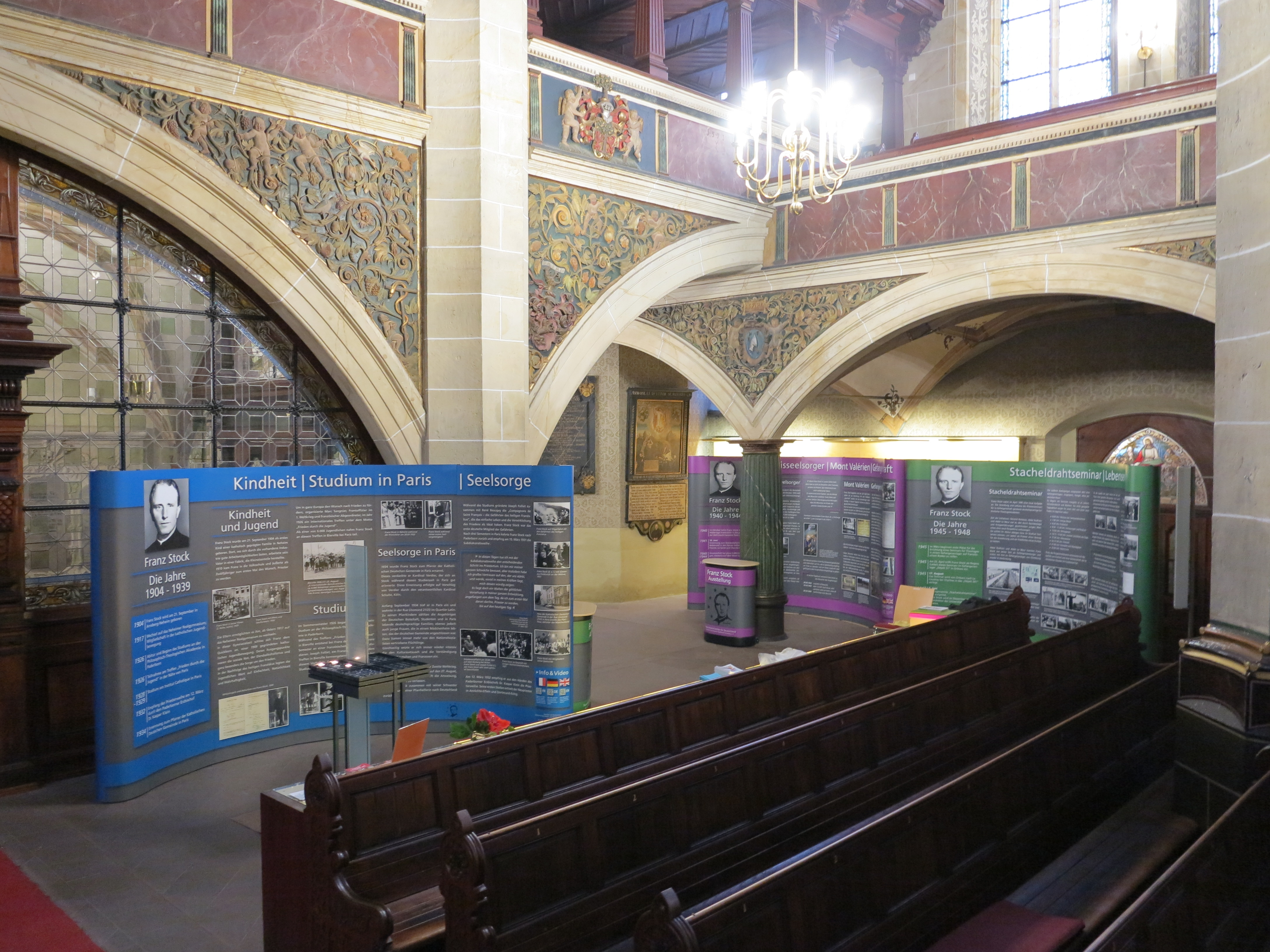
Wanderausstellung Franz Stock in der ev. Marienkirche in Pirna im November 2024

## Franz-Stock-Vereinigungen
Das Franz-Stock-Komitee für Deutschland hat sich 1964 in der Heimatstadt Franz Stocks gebildet, um die vielfältigen Bestrebungen, die sich mit der Person und dem Werk des verstorbenen Gefangenenpriesters verbinden, zu bündeln. Es werden Dokumentationen, Ausstellungen und Veranstaltungen, die Verständnis für das Werk und die Person Franz Stocks erhalten, wecken oder fördern, organisiert und vermittelt. Durch Jugendaustausch, kulturellen Austausch, Übernahme und Vermittlung von Patenschaften, Kontakte, insbesondere mit Frankreich, dient es der Völkerverständigung. Die Franz-Stock-Vereinigung „Les amis de Franz Stock“ für Frankreich hat ihren Sitz in Chartres.
Zur Errichtung der „Europäischen Begegnungsstätte Franz Stock“ in Chartres haben die Vereinigungen aus Deutschland und Frankreich einen gemeinsamen Trägerverein „CERFS – Centre Européen de Rencontre Franz Stock“ gegründet.

## Werke
- Die Bretagne, ein Erlebnis; Colmar 1943 (= Paderborn: Bonifatius, 1993; ISBN 3-87088-774-5)
- Die ersten deutschen Buchdrucker in Paris um 1500. Beitrag zur Geschichte der Deutschen in Frankreich; Freiburg 1940 (= Paderborn: Bonifatius, 1992; ISBN 3-87088-721-4)
- 100 Jahre deutsche Seelsorge in Paris. Mission der deutschen Katholiken in Paris; Paris 1937

## Gedenkorte
Gedenkstätten, Einrichtungen, Plätze und Straßen, die nach Franz Stock benannt sind:
- 1955, Arnsberg-Neheim, Gedenktafel am Elternhaus (27. Oktober 1955)
- 1957, Arnsberg-Neheim, Franz-Stock-Straße (12. April 1957)
- 1959, Göttingen, Studentenwohnheim „Franz Stock“
- 1961, Arnsberg, Franz-Stock-Gymnasium (21. September 1961)
- 1962, Herdecke, Rote-Kreuz-Armbinde Stocks im Altar der kath. Pfarrkirche St. Philippus und Jakobus
- 1963, Chartres, Umbettung der Gebeine von Abbé Stocks in die Kirche Saint Jean Baptiste (15./16. Juni 1963)
- 1963, Dortmund-Brackel, Franz Stock Pfarrheim, St. Clemens Do-Brackel, Abriss und Neubau 2008
- 1963, Chartres, Place de l’Abbé Stock (20. Juni 1963)
- 1963, Brilon-Wülfte, Franz-Stock-Schule (20. September 1963), die Schule wurde 1970 geschlossen
- 1965, Arnsberg-Neheim, Franz-Stock-Denkmal vor der St. Johannes-Kirche (29. September 1965)
- 1967, Thieulin, Gedenktafel an der Mauer zum Schloßpark / Eingang der Kirche (Mai 1967)
- 1973, Lorient, Franz-Stock-Straße (Mai 1973)
- 1977, Arnsberg-Neheim, Pfarrbezirk St. Franziskus: Pfarrheim in Franz-Stock-Zentrum benannt
- 1977, Hövelhof, Franz-Stock-Straße
- 1978, Arnsberg-Neheim, Franz-Stock-Kindergarten (25. Februar 1978)
- 1978, Möhnesee-Körbecke, Franz-Stock-Saal im Bildungsheim der KAB
- 1978, Lippstadt-Bökenförde, Franz-Stock-Straße
- 1979, Essen, Eingravierung des Namens Abbé Franz Stock neben anderen Opfern der Gewalt aus der Nazizeit auf dem Boden vor dem Altar des Lammes in der Krypta der Pax-Christi-Kirche
- 1980, Soest, Kolpingbildungsstätte Soest: ein Unterrichtsraum Franz Stock
- 1981, Le Mans, Square Franz Stock (12. Juli 1981)
- 1981, Hamm, Franz-Stock-Pfarrheim in Sankt Liborius
- 1982, Paderborn, Franz-Stock-Platz
- 1982, Meschede, Friedenskreuz mit Steinen vom Mont Valérien in der Krypta der Benediktinerabteikirche Königsmünster.
- 1983, Anröchte-Effeln, Franz-Stock-Straße
- 1983, Bad Driburg-Pömbsen, Franz-Stock-Pfarrheim in der Kath. Pfarrgemeinde Maria Himmelfahrt
- 1984, Geseke, Franz-Stock-Straße
- 1985, Hövelhof, Franz-Stock-Realschule (8. Mai 1985)
- 1985, Gersheim-Reinheim/Saar, Abbé-Stock-Pfarrheim Plastik „Abbé Stock und der Gefangene“
- 1987, Salzkotten-Verlar, Franz-Stock-Grundschule
- 1988, Köln, Franz-Stock-Weg in der Konrad-Adenauer-Siedlung
- 1988, Fröndenberg, Franz-Stock-Pfarrhaus der Pfarrei Sankt Marien
- 1989, Paris, Gedenktafel am ehemaligen Wohnhaus Abbé Stocks, 23 rue Lhomond (23. April 1989)
- 1990, Suresnes, Place de l’Abbé Stock auf dem Mont Valérien (15. September 1990)

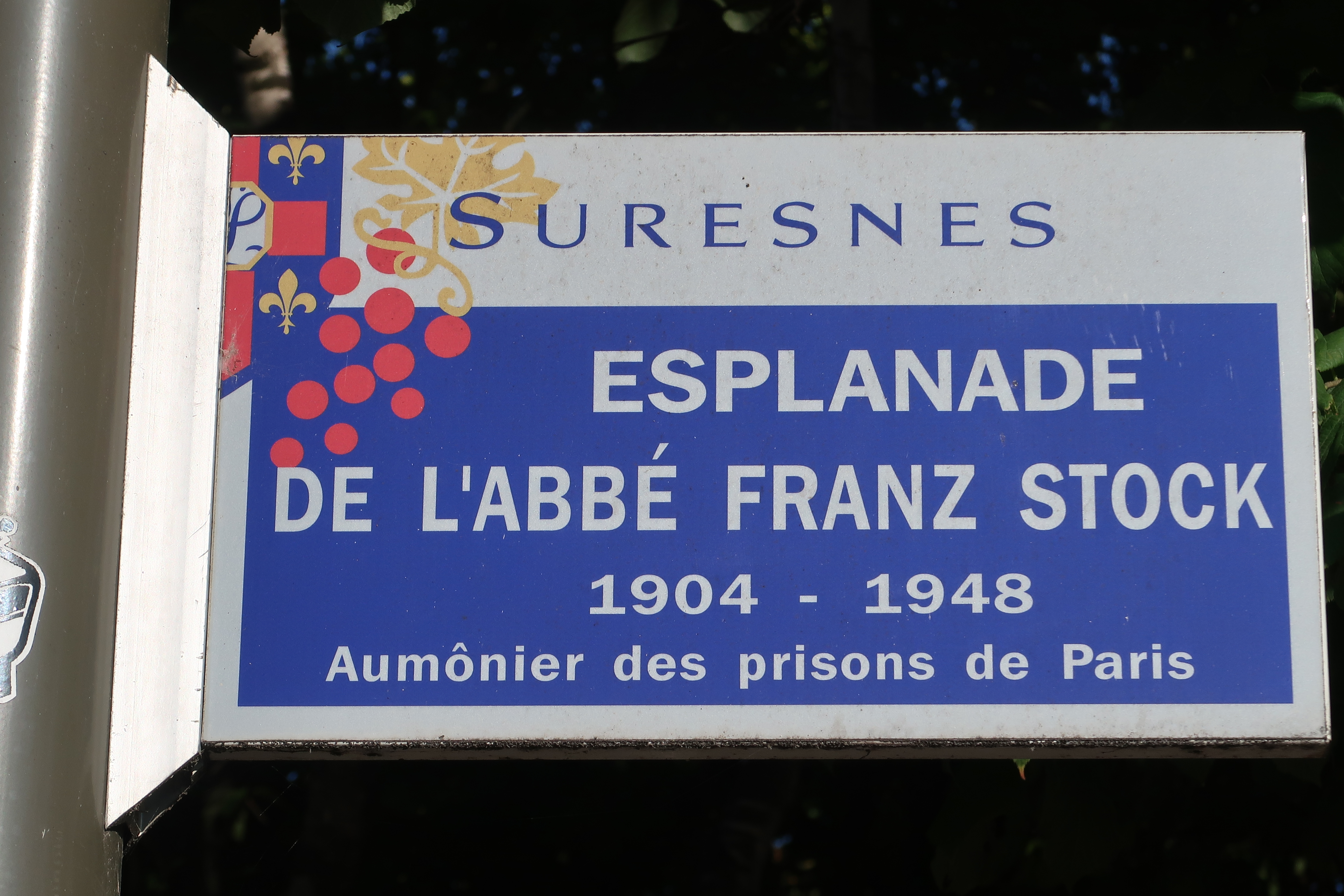
Straßenschild in Suresnes auf dem Mont Valérien, Place de l’Abbé Stock

- 1992, Arnsberg-Neheim, Franz-Stock-Ausstellung (3. Fassung) im Fresekenhof
- 1992, Schmallenberg-Fredeburg, Franz-Stock-Pfarrheim
- 1992, Delbrück, Franz-Stock-Straße (9. Juli 1992)
- 1993, Le Coudray, Einweihung „Carrefour de l’Abbé Stock“; gleichzeitig daneben: Anbringung einer Gedenktafel an der Mauer der Alten Dorfkirche. Beide Orte nahe dem ehemaligen Stacheldrahtseminar
- 1994, Paris, Umbenennung des Place Pierre Coubertin in Place de l’Abbé Franz Stock (16. Arrondissement)
- 1995, Arnsberg-Neheim, Kelch und Messgewand Abbé Stocks in der St. Franziskuskirche
- 1995, Olsberg-Elleringhausen, Franz-Stock-Haus
- 1995, Möhnesee-Stockum, Franz-Stock-Straße
- 1996, Paris, Maison Abbé Franz Stock nach der Erweiterung des kath. Gemeinde deutscher Sprache, rue Spontini 36 (2. Juni 1996)
- 1996, Quimper, Allée Franz Stock
- 1997, Paris, Aufstellung des dreiflügeligen Altarbildes von Sieger Köder in der Kapelle der Kath. Gemeinde Deutscher Sprache; Darstellung auf einem Flügel: Franz Stock als Seelsorger in einer Gefängniszelle (22. Juni 1997)
- 1998, Soest, Franz Stock Saal in Heilig Kreuz
- 1998, Caen, Cours Abbé Stock
- 1998, Dortmund-Eving, Gedenktafel an der Pfarrkirche Sankt Barbara
- 1998, Anröchte-Effeln, Franz-Stock-Pfarrheim
- 1998, Arnsberg-Neheim, Das Elternhaus von Franz Stock ist seit Oktober 1998 Gedenkstätte und Begegnungszentrum – Abbé Franz Stock
- 1998, Aix-en-Provence, Centre Abbé Franz Stock, Deutschsprachige Seelsorge in der Provence, Côte d’Azur und im Languedoc-Roussillon
- 1998, Brilon-Borberg, Gedenkstein mit Bronzeplatte, die ein Bild des Priesters Franz Stock zeigt und an die Erschießung der Gruppe Manouchian am 21. Februar 1944 auf dem Mont Valérien / Paris erinnert: Brückenbauer zwischen Deutschland und Frankreich; weitere Gedenktafel mit Bronzeplatte unter der Friedens-Eiche von 1931. Sie erinnert an das große Friedenstreffen des Friedensbundes Deutscher Katholiken (FDK) vom September 1931.
- 1999, Viroflay, Franz-Stock-Platz
- 1999, Haßloch, Franz-Stock-Platz
- 2000, Salzkotten-Verlar, Franz-Stock-Straße (20. Juni 2000)
- 2001, Eisleben, Franz-Stock-Zimmer im Bildungs- und Exerzitienhaus des Klosters St Marien zu Helfta
- 2002, Haßloch, Franz-Stock-Gedenktafel auf dem Platz vor der Kirche St. Gallus
- 2002, Paris, Gedenktafel an der Kirche Saint-Joseph-Artisan (10. Arrondissement), in der Franz Stock von 1934–1944 Messen gelesen hat
- 2004, Brilon, Franz-Stock-Straße (4. März 2004)
- 2005, Salzkotten-Verlar, Franz-Stock-Relief an gleichnamiger Grundschule (8. April 2005)
- 2007, Bielefeld, Kreuzweg in Hl. Geist Bielefeld, Franz Stock wird in der 5. Station dargestellt: Simon von Zyrene hilf Jesus das Kreuz tragen (23. Februar 2007)
- 2008, Compiegne-Royallieu, Square Franz Stock
- 2008, Arnsberg-Neheim, Pfarrkirche St. Johannes Bapt. Neheim, Taufkapelle (24. Dezember 2008)
- 2008, Dortmund-Brackel, Franz-Stock-Haus, St. Clemens Do-Brackel, Neubau 2008
- 2010, Le Coudray, Place de l’Abbé Franz Stock
- 2011, Mignières, EFAGRIR – FRANZ STOCK (1. September 2011), Ein Verbund privater Schulen in Trägerschaft der Diözese Chartres
- 2012, Bielefeld, Herz-Jesu-Gemeinde Bielefeld widmet eine ihrer neuen Kirchenglocken Franz Stock (28. Mai 2012)
- 2014, Bayeux, die Kathedrale von Bayeux benennt eine ihrer neuen Kirchenglocken nach Franz Stock (8. Juni 2014)
- 2016, Bochum, Gedenkstätte in der Heimkehrer-Dankeskirche Heilige Familie in Bochum (21. Februar 2016)
- 2018, Cherbourg, Allée Franz Stock (24. März 2018).[27]
- 2018, Paderborn, Franz-Stock-Figur in der Fassade des Paderborner Domes (13. Mai 2018)[28]